# UP-BEAT
UP-BEAT（アップビート）は、日本のロックバンド。1981年結成、1986年メジャー・デビュー、1995年解散。

## 来歴
1981年、福岡県北九州市で前身バンドとなる"UP-BEAT UNDERGROUND"結成（バンド名は、ラモーンズの楽曲「Do You Remember Rock and Roll Radio?」の歌詞と、バンド「ヴェルヴェット・アンダーグラウンド」に由来する）。結成当時のギタリスト・バンドリーダーとして、広石武彦の同級生で後に映画監督となる青山真治が在籍していた。
1984年にバンド名を"UP-BEAT"に改める。
1986年5月21日、12インチ・シングル「Kiss...いきなり天国」でデビュー。
1987年7月21日発売のシングル「KISS IN THE MOONLIGHT」がフジテレビ系ドラマ『同級生は13歳』主題歌に起用されヒット。注目を集める。
1990年初冬シングル「Rainy Valentine」とベスト・アルバム『HAMMER MUSIC』を最後に、音楽性が異なっていった理由から、東川真二（ギター）・水江慎一郎（ベース）が脱退。メンバーは3人に。
1995年8月30日、渋谷公会堂でのライブをもって解散。
2010年11月から2015年まで、広石と水江は、潮崎裕己らとともに、up-beat tribute bandとしてライヴ活動を行った。
2016年、広石はRespect up-beatを始動。同年8月からライブ活動を開始。

## メンバー

### 解散時のメンバー
- 広石武彦（ひろいし たけひこ、1965年1月24日 - ）福岡県北九州市門司区出身。Vocal・作詞・作曲
- 岩永凡（いわなが ひろし、1965年10月20日 - ）福岡県行橋市出身。Guitar・作曲
- 嶋田祐一（しまだ ゆういち、1964年11月17日 - ）鳥取県鳥取市出身。Drums・作曲

### 活動途中で脱退したメンバー
- 東川真二（ひがしかわ しんじ、1964年7月24日 - ）熊本県あさぎり町出身。Guitar - 1990年脱退。
- 水江慎一郎（みずえ しんいちろう、1965年7月2日 - ）福岡県北九州市出身。Bass・作曲 - 1990年脱退。

## ディスコグラフィ
発売元は全てビクター音楽産業→ビクターエンタテインメント。
レーベルは1986年から1992年5月まではInvitation、1992年6月以降はSPEEDSTAR RECORDS。

### シングル
◎はMVが制作されているが、商品化されていないタイトル。
1. Kiss...いきなり天国 （1986年4月21日、12inchレコード：VIH-12001)◎
2. VANITY -BRANDNEW- (1986年10月21日、7inchEP：VIHX-1702)◎
3. PRISONER OF LOVE (1987年2月14日、7inchEP：VIHX-1707)◎
4. KISS IN THE MOONLIGHT (1987年7月21日、7inchEP：VIHX-1717)
5. NO SIDE ACTION (1988年1月21日、7inchEP：VIHX-1728／1988年2月21日、8cmCD：VDRS-1002)(※この作品よりCD盤も発売)
6. Blind Age (1988年5月25日、7inchEP：VIHX-1737、8cmCD：VDRS-1026)
7. DEAR VENUS (1988年9月7日、7inchEP：VIHX-1751、8cmCD：VDRS-1079)
8. Once Again (1989年3月21日、7inchEP：VIHX-1765、8cmCD：VDRS-1125)◎
9. Tears Of Rainbow (1989年9月21日、8cmCD：VDRS-1171)◎(※EPが制作された最後のシングル)
10. Rainy Valentine (1990年2月1日、8cmCD：VIDL-2)◎(※東川真二（gt）、水江慎一郎（ba）在籍時代最後のシングル)
11. Angel's Voice (1990年6月21日、8cmCD：VIDL-16)
12. Weeds & Flowers〜最後の国境〜 (1990年9月21日、8cmCD：VIDL-29)
13. Sister Tomorrow -Still I Miss You- (1990年11月21日、8cmCD：VIDL-37)(※PVには中村獅童がエキストラとして出演している。C/W曲「So Bad,So Good」はアルバム未収録。)
14. All Right (1991年5月21日、8cmCD：VIDL-63)◎
15. 明日へ (1992年6月21日、8cmCD：VIDL-102)◎
16. Good Luck Angel (1993年4月16日、8cmCD：VIDL-128)◎
17. REBEL YELL 〜運命のシナリオ〜 (1994年7月21日、8cmCD：VIDL-180)◎
18. A DAY WITH YOU (1995年7月21日、8cmCD：VIDL-209)◎(ラストシングル。C/W曲「GLORY DAYS〜天使の棲む街〜」はアルバム未収録曲)

### アルバム
1. UP-BEAT UNDER GROUND　インディーズ時代のデモテープをCDアルバム化した無版権作品。Kings World Record 1992年頃発売
2. IMAGE (1986年11月11日 LP：VIH-28275 CD：VDR-1314、再発(紙ジャケ・リマスター盤)：2008年8月20日 VICL-62966)
3. inner ocean (1987年9月15日 LP：VIH-28301 CD：VDR-1404、再発(紙ジャケ・リマスター盤)：2008年8月20日 VICL-62967)
4. HERMIT COMPLEX (1988年10月21日 LP：VIH-28335 CD：VDR-1527、再発(紙ジャケ・リマスター盤)：2008年8月20日 VICL-62968)
5. UNDER THE SUN (1989年10月21日 LP：VIH-28378 CD：VDR-1644、再発(紙ジャケ・リマスター盤)：2008年8月20日 VICL-62969)
6. HAMMER MUSIC (1990年2月21日 CD：VICL-5) ベスト・アルバム
デビューから1990年までのベスト。このアルバムが東川と水江在籍時代最後の作品となった。
7. Weeds & Flowers (1990年7月21日 CD：VICL-49)
8. Big Thrill (1991年7月19日 CD：VICL-172)
9. GOLDEN GATE (1992年6月21日 CD：VICL-309)
10. Pleasure Pleasure (1993年5月21日 CD：VICL-397)
11. A DAY 〜Best Melodies Series Ⅰ〜 (1994年1月21日 CD：VICL-18106) ミニアルバム
12. NAKED (1994年7月21日 CD：VICL-546)
13. FINAL (1995年8月23日 CD：VICL-690) ベストアルバム
東川、水江脱退後から1995年までのベスト。3ヶ月後発売の2枚組ベストアルバム『up-beat』とは収録曲が重ならない選曲となっている。「美女と野獣と愛しき罪」はこのアルバムオリジナルの新曲。
14. up-beat (1995年11月22日 CD：VICL-40185) 解散後発売の2枚組ベストアルバム
Disc1がメンバー五人時代、Disc2が脱退後のメンバー三人時代と分けられている。ライブ音源やアルバム未収録曲も収録。
15. THE BEST 【Loppi・HMV限定】（2014年2月19日 SHM-CD） ベストアルバム
1986年から1995年までに発表された楽曲の中からHMVが選曲した15曲を収録。SHM-CD仕様。
16. BEAT-UP 〜UP-BEAT Complete Singles〜（2022年4月27日 3SHM-CD＋DVD：VIZL-2057）
UP-BEAT初の、シングル音源を完全収録＋秘蔵映像を収録したDVDも付属したベスト。

### VHSビデオ
1. Real Beat Scene4 (1988年2月3日 VTM-130) PV集
2. Real Ocean 〜Real Beat Scene5〜 (1988年3月7日 VTM-137)
3. TWO ALONE 〜Real Beat Scene6〜 (1988年12月16日 VTM-158) PV集
4. Paradise? 〜Real Beat Scene7〜 (1991年1月21日 VIVL-19) PV集
5. Big Thrill LIVE (1992年3月21日 VIVL-68)
6. Liberty 〜The days in New York〜 (1992年5月21日 VIVL-76)
7. Welcome To The Pleasure Land vol.I (1993年10月21日 VIVL-107)
8. Welcome To The Pleasure Land vol.II (1993年10月21日 VILL-108)
9. FINAL (1995年11月22日 VIVL-160) ラストライブビデオ

### Capitagon
ビクターインビテーション所属アーティストの無料ビデオコンサートシリーズ
1. Real Beat Scene1
2. Real Beat Scene2(1987年2月14日の渋谷公会堂でのライブ映像。)
3. Real Beat Scene3

### オムニバス・アルバム
1. JUMPING JAM from 博多 Rebel Street III （1984年 LP） - UP BEAT「LOVE YOU SO WANT YOU」収録

## タイアップ一覧
| 使用年 | 曲名                  | タイアップ                                                            |
| ------ | --------------------- | --------------------------------------------------------------------- |
| 1987年 | KISS IN THE MOONLIGHT | フジテレビ系ドラマ『同級生は13歳』主題歌                              |
| 1987年 | Doctor                | ローソン「Music Video Magazine MOJO」CMソング                         |
| 1988年 | NO SIDE ACTION        | フジテレビ系『桃色学園都市宣言!!』1988年1月度オープニングテーマ       |
| 1992年 | 明日へ                | 関西テレビ 阪急ドラマシリーズ『めざせ!金メダル 新・山口香物語』主題歌 |

## 出演番組
- UP-BEAT ロックンファイト（綜合放送制作、民放AM各局）[1]